# Paaa..?
Paaa.?  šesnaesti je studijski album hrvatske grupe Magazin. Album su 2004. godine objavile diskografske kuće Croatia Records i Tonika. Ovo je peti i posljednji album grupe Magazin s Jelenom Rozgom kao vodećim vokalom. Nakon ovog albuma, Jelena je započela samostalnu karijeru, a na njeno mjesto došla je Ivana Kovač.

## Pozadina
Godine 2002. grupa Magazin objavila je S druge strane Mjeseca. Album je ostvario značajan komercijalni uspjeh. Na albumu se našli brojni hitovi: S druge strane Mjeseca, Ne vjerujem tebi, ne vjerujem sebi, Dani su bez broja, 'Ko me zove i Prorok. Na Radijskom festivalu 2003. godine nastupili su s pjesmom Kad bi bio blizu, a na Splitskom festivalu pjevali su Da li znaš da te ne volim. Godinu dana kasnije na Splitskom su festivalu pobijedili s pjesmom Ne tiče me se, dok su na festivalu Zlatne žice Slavonije iste godine nastupili s pjesmom Često. Godine 2004. godine objavljen je albuma naziva Paaa.?.

## O albumu
Na albumu se nalazi 10 pjesama. Na albumu se našao i duet: pjesma Lepoglava s Miroslavom Škorom i Đorđom Novkovićem. Autori većine pjesama su Vjekoslava Huljić i Tonči Huljić. Na produkciji pjesama radili su Fedor Boić,  Remi Kazinoti i Eduard Botrić. Album je sniman u tri različita studija: studiju Tomislava Mrduljaša u Splitu, studiju Croatia Recordsa i u studiju Tetrapack (u navedenom studiju je i miksan). Album je zvukovno kohezivan i prevladava pop zvuk.

## Komercijalni uspjeh
Album je ostvario značajan komercijalni uspjeh. Na albumu se našli brojni hitovi uključujući pjesme: Ne tiče me se, Kad bi bio blizu, Da li znaš da te ne volim i Slatko, ljuto, kiselo.

## Popis pjesama
| Paaa..? | Paaa..?                                             | Paaa..?                          | Paaa..?       | Paaa..?  | Paaa..? | Paaa..? | Paaa..? | Paaa..? | Paaa..? |
| Br.     | Skladba                                             | Autor                            | Producent(i)  | Trajanje |         |         |         |         |         |
| ------- | --------------------------------------------------- | -------------------------------- | ------------- | -------- | ------- | ------- | ------- | ------- | ------- |
| 1.      | »Šuti«                                              | Tonči Huljić • Vjekoslava Huljić | Fedor Boić    | 4:07     |         |         |         |         |         |
| 2.      | »Trag od krede«                                     | Huljić • Huljić                  | Boić          | 4:10     |         |         |         |         |         |
| 3.      | »Ne tiče me se«                                     | Huljić • Huljić                  | Eduard Botrić | 3:52     |         |         |         |         |         |
| 4.      | »Troši i uživaj«                                    | Huljić • Huljić                  | Remi Kazinoti | 3:34     |         |         |         |         |         |
| 5.      | »Normalno«                                          | Huljić • Huljić                  | Boić          | 3:57     |         |         |         |         |         |
| 6.      | »Često«                                             | Huljić • Huljić                  | Bojić         | 3:34     |         |         |         |         |         |
| 7.      | »Lepoglava (feat. Miroslav Škoro i Đorđe Novković)« | Huljić • Huljić                  | Boić          | 3:30     |         |         |         |         |         |
| 8.      | »Slatko, ljuto, kiselo«                             | Huljić • Huljić                  | Boić          | 3:59     |         |         |         |         |         |
| 9.      | »Kad bi bio blizu«                                  | Huljić • Huljić                  | Boić          | 3:42     |         |         |         |         |         |
| 10.     | »Da li znaš da te ne volim«                         | Huljić • Huljić                  | Botrić        | 3:49     |         |         |         |         |         |
| 38:40   |                                                     |                                  |               |          |         |         |         |         |         |